# Internationale Cricket-Saison 2013/14
Die internationale Cricket-Saison 2013/14 fand zwischen Oktober 2013 und April 2014 statt. Höhepunkt der Saison war die ICC World Twenty20 2014. Als Wintersaison wurden vorwiegend Heimspiele der Mannschaften aus Südasien, der Karibik und Ozeanien ausgetragen, welche durch das ICC Future Tours Programm 2011–2020 vorgegeben waren. Höhepunkt der Saison war der ICC World Twenty20 2014. Die ausgetragenen Tests der internationalen Touren bilden die Grundlage für die ICC Test Championship. Die ODI bilden den Grundstock für die ICC ODI Championship und die Twenty20-Spiele für die ICC T20I Championship.

## Überblick

### Internationale Touren
| Beginn            | Heimteam    | Auswärtsteam | Resultate | Resultate | Resultate | Artikel |
| Beginn            | Heimteam    | Auswärtsteam | Test      | ODI       | Twenty20  | Artikel |
| ----------------- | ----------- | ------------ | --------- | --------- | --------- | ------- |
| 9. Oktober 2013   | Bangladesch | Neuseeland   | 0–0 [2]   | 3–0 [3]   | 0–1 [1]   | Artikel |
| 10. Oktober 2013  | Indien      | Australien   |           | 3–2 [7]   | 1–0 [1]   | Artikel |
| 24. Oktober 2013  | Pakistan    | Südafrika    | 1–1 [2]   | 1–4 [5]   | 0–2 [2]   | Artikel |
| 6. November 2013  | Indien      | West Indies  | 2–0 [2]   | 2–1 [3]   |           | Artikel |
| 10. November 2013 | Sri Lanka   | Neuseeland   |           | 1–1 [3]   | 1–0 [2]   | Artikel |
| 20. November 2013 | Südafrika   | Pakistan     |           | 1–2 [3]   | 1–1 [2]   | Artikel |
| 21. November 2013 | Australien  | England      | 5–0 [5]   | 4–1 [5]   | 3–0 [3]   | Artikel |
| 3. Dezember 2013  | Neuseeland  | West Indies  | 2–0 [3]   | 2–2 [5]   | 2–0 [2]   | Artikel |
| 5. Dezember 2013  | Südafrika   | Indien       | 1–0 [2]   | 2–0 [3]   |           | Artikel |
| 8. Dezember 2013  | Pakistan    | Afghanistan  |           |           | 1–0 [1]   | Artikel |
| 11. Dezember 2013 | Pakistan    | Sri Lanka    | 1–1 [3]   | 3–2 [5]   | 1–1 [2]   | Artikel |
| 19. Januar 2014   | Neuseeland  | Indien       | 1–0 [2]   | 4–0 [5]   |           | Artikel |
| 27. Januar 2014   | Bangladesch | Sri Lanka    | 0–1 [2]   | 0–3 [3]   | 0–2 [2]   | Artikel |
| 12. Februar 2013  | Südafrika   | Australien   | 1–2 [3]   |           | 0–2 [3]   | Artikel |
| 19. Februar 2014  | West Indies | Irland       |           | 1–0 [1]   | 1–1 [2]   | Artikel |
| 28. Februar 2014  | West Indies | England      |           | 1–2 [3]   | 2–1 [3]   | Artikel |

### Internationale Turniere
| Beginn            | Turnier                                     | Land                         |
| ----------------- | ------------------------------------------- | ---------------------------- |
| 15. November 2013 | ICC World Twenty20 Qualifier 2013           | Vereinigte Arabische Emirate |
| 13. Januar 2014   | ICC Cricket World Cup Qualifier 2014        | Neuseeland                   |
| 25. Februar 2014  | Asia Cup 2014                               | Bangladesch                  |
| 6. März 2013      | ICC World Cricket League Division Five 2014 | Malaysia                     |
| 15. März 2014     | ICC World Twenty20 2014                     | Bangladesch                  |

### Fortlaufende Turniere
| Dauer     | Turnier                               |
| --------- | ------------------------------------- |
| 2011–2013 | ICC Intercontinental Cup 2011–2013    |
| 2011–2013 | ICC World Cricket League Championship |

### Internationale Touren (Frauen)
| Beginn             | Heimteam    | Auswärtsteam | Resultate | Resultate | Resultate | Artikel |
| Beginn             | Heimteam    | Auswärtsteam | WTest     | WODI      | WTwenty20 | Artikel |
| ------------------ | ----------- | ------------ | --------- | --------- | --------- | ------- |
| 12. September 2013 | Südafrika   | Bangladesch  |           | 3–0 [3]   | 3–0 [3]   | Artikel |
| 6. Oktober 2013    | West Indies | Neuseeland   |           | 2–1 [3]   |           | Artikel |
| 24. Oktober 2013   | Südafrika   | Sri Lanka    |           | 2–0 [3]   | 2–1 [3]   | Artikel |
| 29. Oktober 2013   | West Indies | England      |           | 0–2 [3]   |           | Artikel |
| 10. Januar 2014    | Australien  | England      | 0–1 [1]   | 2–1 [3]   | 2–1 [3]   | Artikel |
| 19. Januar 2014    | Indien      | Sri Lanka    |           | 3–0 [3]   | 1–2 [3]   | Artikel |
| 22. Februar 2014   | Neuseeland  | West Indies  |           | 3–0 [3]   | 4–0 [5]   | Artikel |
| 4. März 2014       | Bangladesch | Pakistan     |           | 2–0 [2]   | 0–2 [2]   | Artikel |
| 9. März 2014       | Bangladesch | Indien       |           |           | 0–3 [2]   | Artikel |

### Internationale Turniere (Frauen)
| Beginn           | Turnier                                                | Land        |
| ---------------- | ------------------------------------------------------ | ----------- |
| 14. Oktober 2013 | West Indies Tri-Nation Twenty20 Women’s Series 2013/14 | Barbados    |
| 10. Januar 2014  | PCB Qatar Women’s 50-over Tri-Series 2013/14           | Katar       |
| 19. Januar 2014  | PCB Qatar Women’s 20-over Tri-Series 2013/14           | Katar       |
| 23. März 2014    | ICC Women’s World Twenty20 2014                        | Bangladesch |

## Weltranglisten

### Ende der Saison
Die Weltranglisten wurde am 1. Mai vom ICC wie folgt veröffentlicht:
|     | Test        | Test   | ODI         | ODI    | Twenty20    | Twenty20 |
| Pl. | Team        | Punkte | Team        | Punkte | Team        | Punkte   |
| --- | ----------- | ------ | ----------- | ------ | ----------- | -------- |
| 1   | Australien  | 123    | Australien  | 115    | Indien      | 131      |
| 2   | Südafrika   | 123    | Indien      | 112    | Sri Lanka   | 130      |
| 3   | England     | 104    | Sri Lanka   | 111    | Pakistan    | 123      |
| 4   | Pakistan    | 103    | England     | 110    | Südafrika   | 121      |
| 5   | Indien      | 102    | Südafrika   | 109    | Australien  | 112      |
| 6   | Neuseeland  | 92     | Pakistan    | 100    | Neuseeland  | 110      |
| 7   | Sri Lanka   | 90     | Neuseeland  | 98     | West Indies | 110      |
| 8   | West Indies | 76     | West Indies | 94     | England     | 97       |
| 9   | Simbabwe    | 40     | Bangladesch | 73     | Irland      | 87       |
| 10  | Bangladesch | 21     | Simbabwe    | 61     | Bangladesch | 72       |
| 11  |             |        | Irland      | 34     | Niederlande | 68       |
| 12  |             |        | Afghanistan | 34     | Afghanistan | 62       |
| 13  |             |        |             |        | Simbabwe    | 52       |
| 14  |             |        |             |        | Schottland  | 51       |

## Nationale Meisterschaften
Aufgeführt sind die nationalen Meisterschaften der Full Member des ICC.
| Land                                         | First-Class                                | List A                                       | Twenty20                          |
| -------------------------------------------- | ------------------------------------------ | -------------------------------------------- | --------------------------------- |
| Australien                                   | Sheffield Shield 2013/14                   | Ryobi One-Day Cup 2013/14                    | Big Bash League 2013/14           |
| Bangladesch                                  | National Cricket League 2013/14            | Dhaka Premier Division 2013/14               | Bangladesh Premier League 2013/14 |
| Bangladesh Cricket League 2013/14            |                                            | AMBER Victory Day Cup 2013/14                |                                   |
| Indien                                       | Ranji Trophy 2013/14                       | Vijay Hazare Trophy 2013/14                  | Syed Mushtaq Ali Trophy 2013/14   |
| Duleep Trophy 2013/14                        | Deodhar Trophy 2013/14                     |                                              |                                   |
| Irani Cup 2013/14                            | NKP Salve Challenger Trophy 2013/14        |                                              |                                   |
| Neuseeland                                   | Plunket Shield 2013/14                     | Ford Trophy 2013/14                          | HRV Twenty20 2013/14              |
| Pakistan                                     | Quaid-e-Azam Trophy 2013/14                | One-Day Cup 2013/14                          | Faysal Bank T20 Cup 2013/14       |
| President’s Trophy 2013/14                   | President’s Cup One Day Tournament 2013/14 | Faysal Bank T-20 Cup for Departments 2013/14 |                                   |
| Simbabwe                                     | Logan Cup 2013/14                          | Pro50 Championship 2013/14                   |                                   |
| Sri Lanka                                    | Premier Trophy 2013/14                     | Premier Limited Overs Tournament 2013/14     |                                   |
| Südafrika                                    | Sunfoil Series 2013/14                     | Momentum One Day Cup 2013/14                 | Ram Slam T20 Challenge 2013/14    |
| CSA Provincial Three-Day Competition 2013/14 | CSA Provincial One-Day Competition 2013/14 |                                              |                                   |
| West Indies                                  | Regional Four Day Competition 2013/14      | Nagico Super50 2013/14                       |                                   |

## Externe Webseiten
- Übersicht auf Cricinfo